# Дзялкі (Свентокшиське воєводство)
Дзялкі (пол. Działki) — село в Польщі, у гміні Броди Стараховицького повіту Свентокшиського воєводства.
У 1975-1998 роках село належало до Келецького воєводства.